# Льюїсбург (Західна Вірджинія)
Льюїсбург (англ. Lewisburg) — місто (англ. city) в США, в окрузі Ґрінбраєр штату Західна Вірджинія. Населення — 3922 особи (2020).

## Географія
Льюїсбург розташований за координатами 37°48′34″ пн. ш. 80°25′57″ зх. д. / 37.80944° пн. ш. 80.43250° зх. д. (37.809397, -80.432601).  За даними Бюро перепису населення США в 2010 році місто мало площу 9,87 км², з яких 9,85 км² — суходіл та 0,02 км² — водойми.

### Клімат
| Клімат : Льюїсбург      | Клімат : Льюїсбург | Клімат : Льюїсбург | Клімат : Льюїсбург | Клімат : Льюїсбург | Клімат : Льюїсбург | Клімат : Льюїсбург | Клімат : Льюїсбург | Клімат : Льюїсбург | Клімат : Льюїсбург | Клімат : Льюїсбург | Клімат : Льюїсбург | Клімат : Льюїсбург | Клімат : Льюїсбург |
| Показник                | Січ.               | Лют.               | Бер.               | Квіт.              | Трав.              | Черв.              | Лип.               | Серп.              | Вер.               | Жовт.              | Лист.              | Груд.              | Рік                |
| Абсолютний максимум, °C | 23,9               | 24,4               | 28,3               | 32,8               | 32,2               | 35,0               | 36,7               | 36,1               | 36,1               | 34,4               | 26,7               | 23,9               | 36,7               |
| Середній максимум, °C   | 3,9                | 6,1                | 11,1               | 17,2               | 21,7               | 26,1               | 27,8               | 27,2               | 23,9               | 18,3               | 11,7               | 5,0                | 16,7               |
| Середня температура, °C | −1,7               | 0,0                | 4,4                | 10,0               | 15,0               | 19,4               | 21,7               | 20,6               | 16,7               | 11,1               | 5,0                | 0,0                | 10,2               |
| Середній мінімум, °C    | −7,8               | −6,1               | −2,8               | 2,2                | 7,8                | 12,8               | 15,0               | 13,9               | 9,4                | 3,3                | −1,7               | −5,6               | 3,4                |
| Абсолютний мінімум, °C  | −28,9              | −23,3              | −21,1              | −10,6              | −4,4               | 0,0                | 1,7                | 1,7                | −4,4               | −11,7              | −16,1              | −38,3              | −38,3              |
| Норма опадів, мм        | 79                 | 76                 | 89                 | 86                 | 109                | 94                 | 102                | 81                 | 84                 | 66                 | 74                 | 81                 | 1021               |
| ----------------------- | ------------------ | ------------------ | ------------------ | ------------------ | ------------------ | ------------------ | ------------------ | ------------------ | ------------------ | ------------------ | ------------------ | ------------------ | ------------------ |
| Джерело:                |                    |                    |                    |                    |                    |                    |                    |                    |                    |                    |                    |                    |                    |

## Демографія
Згідно з переписом 2010 року, у місті мешкало 3830 осіб у 1892 домогосподарствах у складі 989 родин. Густота населення становила 388 осіб/км².  Було 2100 помешкань (213/км²).
Расовий склад населення:
| - 90,5 % — білих - 5,4 % — чорних або афроамериканців - 1,9 % — азіатів - 0,3 % — корінних американців - 0,1 % — вихідців з тихоокеанських островів |

До двох чи більше рас належало 1,4 %. Частка іспаномовних становила 1,6 % від усіх жителів.
За віковим діапазоном населення розподілялося таким чином: 17,7 % — особи молодші 18 років, 58,2 % — особи у віці 18—64 років, 24,1 % — особи у віці 65 років та старші. Медіана віку мешканця становила 46,1 року. На 100 осіб жіночої статі у місті припадало 87,1 чоловіків;  на 100 жінок у віці від 18 років та старших — 84,6 чоловіків також старших 18 років.
Середній дохід на одне домашнє господарство  становив 60 327 доларів США (медіана — 49 904), а середній дохід на одну сім'ю — 83 046 доларів (медіана — 71 065). За межею бідності перебувало 22,1 % осіб, у тому числі 20,1 % дітей у віці до 18 років та 8,7 % осіб у віці 65 років та старших.
Цивільне працевлаштоване населення становило 1525 осіб. Основні галузі зайнятості: освіта, охорона здоров'я та соціальна допомога — 32,9 %, мистецтво, розваги та відпочинок — 14,8 %, науковці, спеціалісти, менеджери — 13,2 %.